# Souhed Nemlaghi
Arthur Souhed Nemlaghi est un artiste, architecte et designer britannique né à Tunis.
La démarche de Souhed Nemlaghi est dite « anesthétique » parce qu'elle met entre parenthèses ce qui est visible, ce qui est beau, ce qui est célèbre ou ce qui entre dans les catégories sociales du monde de l'art.
Il travaille le plus souvent dans l'anonymat. 

## Biographie
Souhed a étudié l’architecture, le design et les beaux-arts à Londres à Kingsway Princeton College et à Middlesex University.
Il fonde en 2000 l'atelier ennemlaghi, un espace de recherches plastiques réunissant des gens de tous les horizons.
Il est l’auteur de nombreuses réalisations en France, tant privées que publiques, au Centre Georges Pompidou, au Palais du Louvre, pour la Succession Picasso, la Fondation Cartier pour l’art contemporain, le VIA.
editions de l'atelier collectif "ennemlaghi Ltd":
- Twentieth Century Air (2000) : une série de deux mille ampoules pharmaceutiques recueillant l'air du XXe siècle en un volume de vingt centimètres cubes comme mémoire de la période écoulée.

- édition de 2000 à 2003 du fauteuil Red Cube:dessiné et mis au point par régis Mayot (plasticien/designer) en 1999: un fauteuil transparent en PVC formé de ressorts qui marque le monde du design par son esthétique futuriste quand bien même sa technique est celle de la manufacture du XVIIIe siècle[3].

- Immaculate Conception (2002) : un prototype d'architecture expérimentale : « un lieu immatériel entièrement blanc du sol au plafond à la terrasse » où toute dimension utilitaire est invisible "comme une galerie d'art vide" ou comme une "énorme sculpture plastique", qui constitue le dernier chapitre dans l'histoire des intérieurs parisiens[4].

Œuvres:
- Leather Apartment (2002 ?)
- Baby Dolls (2003) : un podium en verre composé de mille baigneurs en celluloïd pour un défilé de mode : cette œuvre prend valeur de manifeste pour la paix dans le contexte du début de la guerre d'Irak[5].
- Pain Couture by Jean-Paul Gaultier (2004) : pour le 20e anniversaire de la Fondation Cartier pour l'art contemporain, à Paris, Souhed Nemlaghi produit le concept de transformer le lieu d'exposition en véritable boulangerie où l'on vend des baguettes et où le pain devient aussi le matériau pour des sculptures[1],[6].
- Nativité Laïque (2005) : installation dans le Centre Georges Pompidou de quatre ânes portant les noms de fondateurs de religion: un tableau contemporain de la nativité qui interroge l'institution culturelle à l'occasion du centenaire de la loi française sur la laïcité[7].